# Faster (George-Harrison-Lied)
Faster (englisch für „Schneller“) ist ein Lied von George Harrison, das dieser 1979 für sein Soloalbum George Harrison aufnahm und das im Juli 1979 als Single A-Seite ausgekoppelt wurde.

## Hintergrund

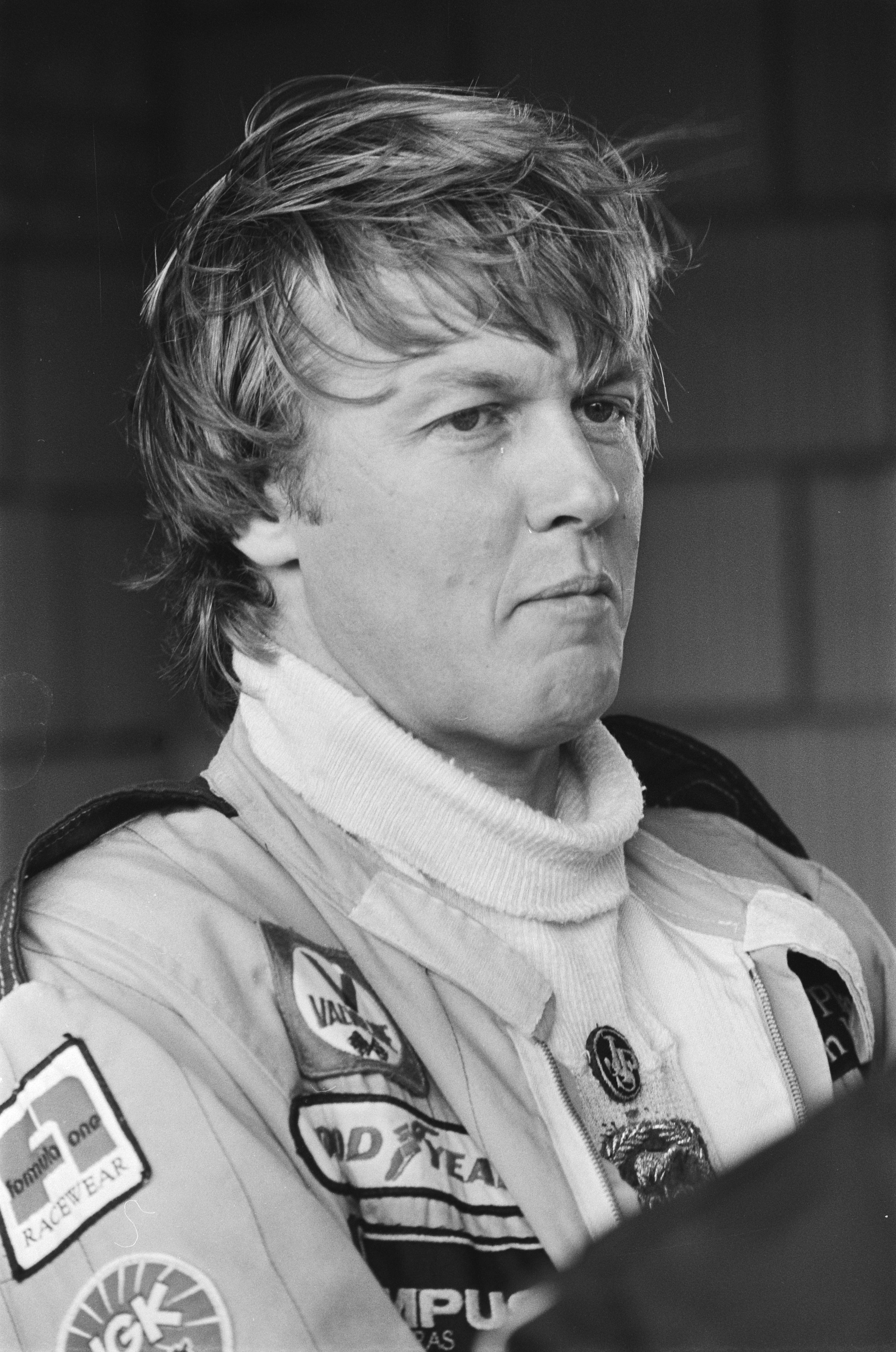
Ronnie Peterson, August 1978, Peterson wurde das Lied Faster gewidmet

George Harrison machte nach der Veröffentlichung von Thirty Three & 1/3 von 1976 ein Jahr Pause. Er machte Urlaub und besuchte 1977 viele Rennen der Formel-1-Weltmeisterschaft. Seine Leidenschaft für den Motorsport inspirierte den Song Faster. Harrison freundete sich mit Rennfahrern wie Niki Lauda, Emerson Fittipaldi, Jody Scheckter und Mario Andretti an. Besonders eng stand er dem britischen Fahrer Jackie Stewart nahe. Der Titel des Lieds stammt von Stewarts Autobiografie Faster!: A Racer’s Diary, die 1972 erschien.
George Harrison schrieb in seinem Buch I Me Mine über das Lied: „"Wirst du einen Song über den Motorsport schreiben, George?", war eine Frage, die mir von verschiedenen Leuten aus den Grand-Prix-Teams bei meinen Besuchen bei den Rennen gestellt wurde. Also habe ich 'Faster' gemacht, um über etwas Bestimmtes zu schreiben, als Herausforderung. Den Titel habe ich zuerst hinbekommen – ich habe ihn aus Jackie Stewarts Buch entnommen! Ich schrieb dann den Refrain "schneller als eine Kugel aus einer Waffe usw." und arbeitete später den Rest des Songs so aus, dass er nicht nur auf Autos beschränkt ist.“
Der Text von Faster und ein Foto von Harrison mit Jackie Stewart füllten eine Seite der Innenhülle des George Harrison-Albums aus. Unter dem Text stand die Widmung: "'Faster' ist inspiriert von Jackie Stewart & Niki Lauda. Dem gesamten Formel-1-Zirkus gewidmet. Besonderer Dank geht an Jody Scheckter. In Gedenken an Ronnie Peterson." Peterson war ein schwedischer Rennfahrer, der beim Großen Preis von Italien 1978 nach einem Unfall ums Leben gekommen war.
Auf der Hülle war ein Aufkleber zu sehen, auf dem stand: "Alle Tantiemen, die George Harrison aus dem Verkauf dieser Platte zustehen, werden an den Gunnar Nilsson Cancer Fund gespendet."
George Harrison sagte im April 1979 gegenüber dem Rolling Stone Magazine über den Text des Liedes: „Aber ich bin mit dem Text zufrieden, weil man sehen kann, dass es um einen bestimmten Fahrer oder einen von ihnen geht, und wenn es nicht die Renngeräusche hätte, könnte es wirklich um die Fab Four gehen – die Eifersüchteleien und solche Dinge.“

## Aufnahme
Die Aufnahmen für Faster fanden zwischen März und Oktober 1978 in George Harrisons eigenem Friar Park Studio, Henley on Thames (F.P.S.H.O.T.), Oxfordshire statt. Ausführende Produzenten des Liedes waren George Harrison und Russ Titelman. Toningenieure waren Lee Herschberg, Philipp McDonald und Kumar Shankar. Das Streicherarrangement wurde in den AIR Studios eingespielt. Ungewöhnlich ist, dass Harrison auch Bassgitarre spielt.
Besetzung:
- George Harrison: Gesang, E-Gitarre, Akustische Gitarre, Bassgitarre
- Neil Larsen: Klavier
- Andy Newmark: Schlagzeug
- Ray Cooper: Tamburin
- Del Newman: Streicherarrangement

## Musikvideo
Zeitgleich zum Erscheinen von Faster wurde ein Musikvideo veröffentlicht. Das Video enthält Aufnahmen, die Harrison im Februar 1979 beim Großen Preis von Brasilien in São Paulo gedreht hatte. Es enthielt auch Szenen, in denen Harrison den Song auf dem Rücksitz einer Limousine Faster singt, während er von einem Chauffeur, gespielt von Jackie Stewart, gefahren wird.

## Veröffentlichung
- Am 23. Februar 1979 erschien in Großbritannien und am 20. Februar in den USA das Album George Harrison auf dem sich auch Faster befindet.
- In Großbritannien (13. Juli 1979) erschien als dritte Singleauskopplung und in Deutschland/Niederlande (August 1979) als zweite Single Faster / Your Love Is Forever[4] (in Deutschland mit der B-Seite Soft-Hearted Hana).[5]
- Die Single erschien in Großbritannien auch im Picture-Disc-Format.[6] Es ist das erste Mal, dass eine Schallplatte eines ehemaligen Beatles in diesem Format veröffentlicht wurde. Die A-Seite zeigt Porträts von Stirling Moss, Fangio, Jackie Stewart, Niki Lauda, Jochen Rindt, Jim Clark, Graham Hill, Jody Scheckter und Emerson Fittipaldi. Die Rückseite zeigte ein Foto von Gunnar Nilsson mit seinem Namen und den Jahren 1948–1978.
- In Brasilien wurde eine EP mit folgenden Liedern veröffentlicht: Blow Away / Love Comes to Everyone / Soft Touch / Faster.[7]

## Coverversionen
Es gibt keine bekannten Coverversionen von Faster.